# Elektroprenos Bosne i Hercegovine Banja Luka
Elektroprenos Bosne i Hercegovine Banja Luka est une entreprise bosnienne du secteur énergétique qui a son siège social à Banja Luka, la capitale de la république serbe de Bosnie. Sous sa forme actuelle, elle a été officiellement créée en 2004.

## Histoire
La première compagnie portant le nom de Elektroprenos Bosne i Hercegovine, ayant son siège social à Sarajevo, a été créée en 1953 et a fonctionné jusqu'en 1992. Au début de la guerre de Bosnie-Herzégovine, elle a été scindée en trois compagnies : Elektroprenos Sarajevo, Elektroprenos Banja Luka et Elektroprijenos Mostar. La loi sur les systèmes de régulation et les opérateurs de distribution de l'énergie électrique, votée en 2002, a rendu possible la création d'une coentreprise dans ce domaine et, en 2004, la société Elektroprenos Bosne i Hercegovine a été créée, avec son siège à Banja Luka,. Elle a effectivement commencé ses activités le 1er février 2006.

## Controverse
Depuis 2009, la compagnie fait l'objet d'une controverse politique. Le capital de la société étant détenu à 59 % par la fédération de Bosnie-et-Herzégovine et à 41 % par la république serbe de Bosnie, certains estiment que la compagnie ne sert pas vraiment les intérêts de la République serbe. En septembre 2009, le Haut Représentant international en Bosnie-Herzégovine, Valentin Inzko, a imposé une législation pour « réglementer » Elektroprenos au niveau des États mais le gouvernement de la république serbe de Bosnie a rejeté cette réglementation qui, selon lui, porte atteinte à la propriété et viole les droits des actionnaires. Le gouvernement de la République a annoncé un référendum destiné à régler le statut de la compagnie.

## Activités
Elektroprenos Bosne i Hercegovine distribue de l'énergie électrique ; la société connecte également les réseaux bosno-herzégoviens avec les réseaux électriques des pays voisins, assurant ainsi l'exportation, l'importation ou le transit de l'énergie.

## Données financières
Elektroprenos Bosne i Hercegovine était au départ dotée d'un capital de 755 941 657 BAM (marks convertibles), soit 386 506 831 EUR,. En 2007, la société a réalisé des profits à hauteur de 13 500 000 BAM (6 902 440 EUR) et, en 2008, à hauteur de 21 000 000 BAM (10 737 129 EUR).